# Agricultura siberiana
La agricultura siberiana comenzó hace muchos milenios por los pueblos indígenas de la región. Mientras que estos nativos tenían poco más que «palos para cavar» llamados «matas» en lugar de arados a su disposición, la agricultura siberiana se desarrolló a través de los siglos cuando millones de agricultores rusos se establecieron allí y cosechando beneficios significativos de esta enorme extensión de tierra que se extiende desde las montañas de los Urales hasta el Océano Pacífico.

## Efectos del clima y la geografía en la agricultura
La agricultura está inevitablemente ligada al clima, y el de Siberia es poco indulgente y benigno. Siberia no recibe calor del Océano Atlántico debido a las barreras de Europa y los montes Urales o de los climas más cálidos de Asia Central debido a las montañas al sur y las del Extremo Oriente ruso. Por lo tanto, el único lado de Siberia que no está bloqueado por una barrera geográfica es el norte donde se abre la zona al frío del Océano Ártico. Para añadir a estas desventajas agrícolas, la mayor parte del suelo de Siberia es  podsol ácido, que no es un buen complemento para la agricultura. Sin embargo, hay ricos y fértiles cinturones de tierra negra en el suroeste, conocidos como chernozem, así como dispersas bolsas de tierra rica en otras partes del sur de Siberia. A pesar de los muchos inconvenientes para el cultivo de estas tierras, existe una multitud de ríos y lagos que pueden ser utilizados para el riego.
En términos de ubicación geográfica, hay dos centros agrícolas principales en las zonas fértiles de Siberia Occidental, uno cerca de los Urales en el distrito de Tobolsky y el otro situado en la parte superior del río Obi alrededor de la ciudad de Tomsk. A pesar de las condiciones mucho más favorables que prevalecen en estas partes occidentales, existen, sin embargo, bolsas de tierras de cultivo adecuadas al este. Todas estas áreas combinadas eran lo suficientemente fértiles, de hecho, como para necesitar el «arancel siberiano» de 1897, que fue un aumento de la tasa de transporte de mantequilla y cereales por ferrocarril a la Rusia europea. Esta medida, que duró hasta 1913, fue promulgada con el fin de proteger a los agricultores rusos europeos de los baratos productos agrícolas siberianos inundados por el recién construido ferrocarril transiberiano, que había reducido el precio del transporte marítimo desde Siberia a la quinta o sexta parte. Por lo tanto, aunque el clima y la geografía planteaban dificultades para el agricultor siberiano, aún quedaba mucho por hacer en la región.

## Inicios pre-modernos
El período Neolítico (8000-7000 a. C.) es a menudo considerado como el inicio del cultivo de la tierra. Sin embargo, los pueblos indígenas que vivían en Siberia en ese momento de la historia no se unieron a este movimiento global debido a las dificultades asociadas con su clima severo. Los movimientos agrícolas llegaron a Siberia en la segunda mitad del tercer milenio a. C., cuando los pueblos de la cultura  afanásievo del sur de Siberia localizada, más específicamente, en el extremo sur del río Obi, comenzaron a practicar la agronomía. Sin embargo, fue un comienzo lento, ya que estos pueblos tenían habilidades de cultivo muy rudimentarias. Utilizaron palos de excavación —las esteras antes mencionadas— como su principal herramienta agrícola, y no pudieron subsistir únicamente de esta práctica, sino que también se dedicaron a la caza, la recolección y la domesticación de ovejas, vacas y caballos.

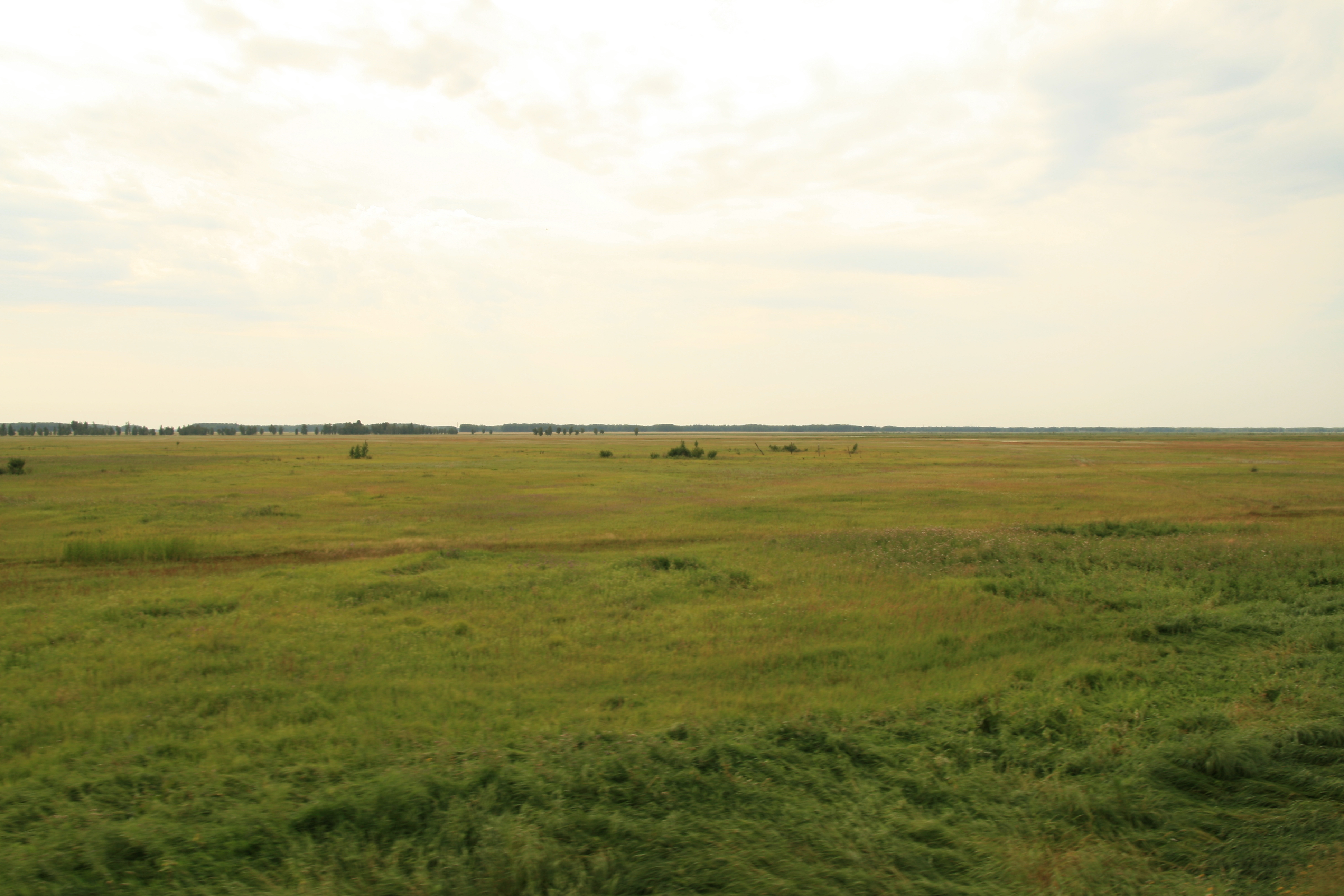
Estepa siberiana en Tatarsky, Novosibirskaya, Oblast

Solo durante la Edad del Bronce, con la llegada de las guadañas de bronce, los siberianos pudieron alcanzar el mismo nivel agrícola que ya se había alcanzado en muchas otras zonas del mundo. Esto ocurrió con el surgimiento de la cultura de Andrónovo que habitaba el área entre el río Tobol y la cuenca de Minusinsk. Estos pueblos eran sedentarios agricultores de trigo que se dedicaban al trueque con el pueblo chino al sureste de sus tierras, a lo largo de la periferia de lo que más tarde se convertiría en Siberia.
La agricultura siberiana avanzó aún más durante la cultura Tagar de los siglos VII al II a. C., cuyos pueblos vivían en la cuenca de Minusinsk, en la parte alta del río Yeniséi, e introdujeron la práctica del riego en la región, lo que supuso un gran paso adelante en términos de aumento de la producción de las actividades agrícolas.
El arado fue finalmente adoptado durante el primer estado independiente de Siberia, el kanato  kirguís. Este estado surgió durante el siglo VIII d. C., también a lo largo del río Yenisei, pero adoptó un rango mayor que la cultura Tagar, extendiéndose desde Krasnoyarsk en el norte hasta las  montañas Sayan en el sur. Si bien la economía de los pueblos que viven en esta zona se basa en la cría de ganado nómada, también se dedicaron a la agricultura. Los principales cultivos que se cultivaban durante este período eran el mijo, la cebada, el trigo y el cáñamo.

## Los primeros colonos rusos en Siberia
El primer paso para abrir Siberia a la colonización rusa se dio en 1558, cuando el rico terrateniente Grigori Dmitriyevich Stroganov recibió una carta del zar Iván el Terrible que le daba el derecho de colonizar las «tierras vacías» más allá de los Urales; por supuesto, estas tierras estaban habitadas por las tribus nativas de Siberia. Se le dio el derecho de traer colonos a estas áreas y arar sus tierras, iniciando así la larga historia de asentamientos rusos en Siberia.
Esta colonización a través de la expropiación de tierras se llevó a cabo en gran medida en pasos graduales de oeste a este, con la ayuda de los numerosos ríos y valles fluviales que fluyen a través de Siberia. Los colonos rusos comenzaron en los valles más occidentales del río Turá, el río Tobol, el río Irtish y el río Obi, y marcharon hacia el río Ket, el río Yeniséi, el río Angará, el río Ilim, el río Lena, el río Shilka, el río Argún y el río Amur. A partir de la década de 1620, se introdujo el cultivo de la zona alrededor de Yeniseysk, en Siberia central, así como de las tierras adyacentes a Krasnoyarsk en la década de 1630. El suelo de esta última zona era más atractivo para los colonos debido a que estaba hecho de tierras ricas y negras (chernozem), mucho más propicias para la agricultura que los otros tipos de suelo pobres de Siberia. Algunas décadas más tarde, y unos pasos más hacia el este, las cuencas de los ríos Lena Superior y Angara Superior se convirtieron en el sitio de la agricultura, principalmente centeno, avena y cebada. Estas áreas eran más remotas y no tenían la tierra fértil que Krasnoyarsk reclamaba, pero la producción de alimentos era crucialmente necesaria a medida que más y más colonos comenzaban a fluir hacia Siberia.
A finales del siglo XVII, los colonos rusos comenzaron a hacer el largo viaje a Siberia en mayor número para encontrar nuevas oportunidades y tierras que pudieran considerarse suyas, lejos de las zonas densamente pobladas de la Rusia europea. De hecho, algunos campesinos optaron por alejarse de sus hogares occidentales debido a las malas condiciones del suelo en sus regiones nativas, con la esperanza de establecerse en algunos de los suelos de chernozem que Siberia tenía para ofrecer. Las familias también tuvieron la oportunidad de mejorar su posición en la sociedad y escapar de la pobreza aprovechando el sistema impositivo más indulgente que el Zar ofrecía en Siberia; por cada acre de tierra que una familia cultivaba para el zar, se les daba permiso para arar cinco acres de tierra del gobierno para su propio beneficio.  Además, los primeros colonos disfrutaban de una exención de impuestos de 10 años, un incentivo para desarraigarse y desarraigar a sí mismos y a sus familias hacia el este.
Estos colonos trajeron consigo muchos de sus cultivos tradicionales rusos. El más importante de estos cultivos era el centeno, pero también trajeron otros granos como la cebada, el trigo, el alforfón y el mijo, junto con verduras como guisantes, repollo, nabos, zanahorias, cebollas y ajo. Como los nativos del kanato kirguís antes que ellos, todo este cultivo ruso se hacía con arado.
Como se mencionó anteriormente, el clima de Siberia no es demasiado favorable para la agricultura, pero durante este tiempo Siberia se estaba convirtiendo lentamente en un país autosuficiente. Por lo tanto, la Oficina de Siberia pudo reducir gradualmente la cantidad de alimentos importados a Siberia desde la Rusia europea. Esto fue una gran noticia para el gobierno imperial ruso, ya que el precio del envío de alimentos básicos como el grano a esas enormes distancias era exorbitantemente caro y lento.
A medida que la ola de asentamientos rusos se deslizaba cada vez más hacia el este, el éxito agrícola estaba cada vez menos garantizado. En la década de 1730, este viaje este-oeste había llegado finalmente a algunos de los lugares más lejanos de Siberia: la península de Kamchatka. El objetivo era dedicarse a la agricultura como lo habían hecho los colonos anteriores en el oeste, pero el clima de esta península es extremadamente inhóspito y, lamentablemente, estas actividades fueron infructuosas;   sin embargo, había focos dispersos que podían producir grano en las regiones orientales de Siberia, como Irkutsk, que se convirtió en una de las ciudades más influyentes al este de los Urales. En contraste con otras ciudades del este de Siberia, los residentes de Irkutsk nunca experimentaron períodos de hambre y no tuvieron que depender de los envíos de grano del oeste para sobrevivir.

## Pieles contra agricultura
Durante esta progresión agrícola de este a oeste, los colonos no encontraron las tierras vacías que el zar Iván el Terrible y Grigori Stróganov habían estado esperando. Ya había huellas rusas en la tierra, marcas del infatigable comercio de pieles del siglo XVII. Las pieles de  marta, y  zorro fueron cosechadas por miles, mientras que el número de pieles de ardilla alcanzó números aún más tremendos. De alguna manera, las pieles allanaron el camino para la modernización de Rusia: las pieles, u «oro blando», como también se llamaba, se utilizaron como regalos para los embajadores extranjeros, se pagaron los gastos de la corte del zar y mantuvieron a su gobierno funcionando sin problemas. Furs ayudó a financiar la militarización del Imperio Ruso, ayudando a recuperar tierras de los polacos y suecos y financiando el monstruoso motor de expansión y modernización que fue la principal misión de Pedro el Grande durante su mandato.
Debido a que los beneficios del comercio de pieles alimentaron tanto a la maquinaria rusa durante este tiempo, quizás no es de extrañar que el zar quisiera conservar algunas tierras para fines de caza en lugar de para actividades agrícolas. De hecho, en 1683, la Oficina de Siberia envió a los gobernadores  yakutianos una proclamación que decía que iba a haber: una firme prohibición del dolor de la muerte, que en adelante, en los cotos de caza de marta, no se talará ni quemará ningún bosque, para que los animales no sean exterminados ni huyan a lugares lejanos.
Sin embargo, a medida que los animales eran cazados rápidamente fuera de su territorio tradicional y la frontera de pieles era empujada cada vez más hacia el este, el comercio de pieles disminuyó y la balanza se inclinó a favor de la agricultura. La victoria más contundente de la agricultura siberiana se produjo en 1822, con las reformas de Mikhail Speransky. Mientras que antes, los nómadas nativos de Siberia habían sido considerados como tales, ahora se les relegaba a una categoría artificial de «asentados» y se les ponía al mismo nivel que a los colonos rusos. Esto tuvo dos implicaciones principales para la región: Los nativos siberianos fueron mantenidos en condiciones de indigencia debido al aumento de la carga tributaria a la que se vieron obligados a hacer frente y grandes extensiones de tierra fueron liberadas para el cultivo.
Con la afluencia de campesinos rusos a zonas que tradicionalmente habían sido utilizadas como pastizales y cotos de caza, muchos nativos decidieron abandonar sus antiguas formas de subsistencia y encajar en las categorías que el gobierno había decretado para ellos; sin embargo, los colonos rusos comenzaron a acostumbrarse a apoderarse de las tierras nativas si eran especialmente fértiles o se encontraban en lugares ventajosos. El método para reclamar tierras era tan simple como arrebatarlas por la fuerza a los nativos siberianos, práctica que se legalizó por decreto oficial en 1879. Esto podría tomar muchas formas, una de las cuales es que los colonos rusos a veces simplemente araban la tierra alrededor de la yurta de una familia nativa, obligándolos a mudarse. 
A través de procesos similares que ocurrieron en toda Siberia, el negocio de las pieles se transformó lentamente a la agricultura.

## Crecimiento agrícola anterior a 1917
Durante este asentamiento ruso, mientras los campesinos trataban de establecerse en medio de duras condiciones y luchando contra el comercio de pieles, la población y la producción agrícola aumentaban constantemente. A principios del siglo XVIII, la población total rondaba los 500 000 habitantes, mientras que 150 años más tarde, a mediados del siglo XIX, se acercaba a los tres millones, a lo que se sumó el aumento de la producción agrícola. Por ejemplo, en el período comprendido entre 1850 y 1900, la producción de cereales pasó de 1,4 millones de toneladas a más de 7 millones de toneladas. De hecho, esto representaba el 16 % de la producción total de cereales de Rusia.
En 1910, cuando en Siberia se utilizaban aproximadamente 80 millones de acres de tierras de cultivo para la producción de alimentos, se estableció un excedente anual de un millón de toneladas de trigo. De hecho, en comparación con otras zonas del país, en torno al cambio de siglo, la agricultura de Siberia estaba bastante avanzada desde el punto de vista tecnológico. En 1911, cuando sus equivalentes rusos europeos segaban el grano a mano, los rusos siberianos tenían una impresionante colección de 37 000 segadoras y 39 000 rastrillos tirados por caballos, y los siberianos utilizaban un 25 % de la maquinaria agrícola del país, lo que fue parte de la razón por la que la producción de grano se disparó en este período.
Sus animales también estaban mejor abastecidos que en la Rusia europea. Los rusos siberianos tenían el doble de bueyes, tres veces más caballos, cinco veces más ovejas y diecinueve veces más cabras; sin embargo, el particular giro siberiano en lo que se refiere al ganado fue el número de renos domesticados en la zona, hasta 250 000 a mediados del siglo XIX.
En 1917, año de la Revolución bolchevique, la industria siberiana se encontraba todavía en un estado incipiente: su producción total ascendía a solo el 3,5 % del total ruso. Sin embargo, y quizás sorprendente considerando los estereotipos de Siberia (pero no sorprendente considerando toda la información y datos presentados anteriormente), la agricultura jugó un papel mucho más central en la vida de la región.

## Industria de la mantequilla siberiana
Una faceta de la agricultura siberiana que puede no ser de dominio público es su próspera industria de la mantequilla. En 1912, la región de Altái, que existe en el extremo sur de Siberia, cerca de la convergencia de China, Mongolia y Kazajistán, se encontraba entre las zonas más densamente pobladas de Siberia. En el momento de la Primera Guerra Mundial, la mayor parte de la tierra cultivable del área estaba en uso. Aprovechando estas circunstancias, un grupo de daneses había venido previamente a la región e introducido a Siberia en la industria de la mantequilla, aunque principalmente comenzando sus plantas de producción en las ciudades de Tomsk y Tiumén. Un romance con la mantequilla, o como lo describió W. Bruce Lincoln, una «fiebre de la mantequilla», surgió así en las praderas de lo que muchos podrían pensar que es el terreno más frío e inhóspito del mundo. Una cita que sirve para captar su importancia proviene de P.A. Stolypin, el propio Primer Ministro ruso: La totalidad de nuestra exportación de mantequilla a los mercados extranjeros se basa enteramente en el crecimiento de la producción de mantequilla siberiana. La fabricación de mantequilla siberiana nos trae más del doble de oro que toda la industria siberiana del oro.
Esta industria siberiana era tan extensa, de hecho, que en 1917, la mitad de todas las plantas productoras de mantequilla en Rusia se encontraban en Siberia, y un asombroso 90 % de las exportaciones de mantequilla provenían de esta zona. En 1907, la producción de mantequilla había alcanzado la asombrosa cifra de 63 000 toneladas, casi diez veces superior a las cantidades producidas apenas trece años antes, en 1894. En 1914, Siberia había superado a Australia y los Países Bajos (principales proveedores mundiales de mantequilla) en la producción de mantequilla y había producido algo menos que Dinamarca, el país al que el comercio de mantequilla de Siberia debía sus raíces.   La mantequilla generó más ingresos que cualquier otro bien, aparte del oro, el trigo y las pieles en ese mismo año. La producción de mantequilla tenía tal peso que, junto con la industria del grano de Siberia, Lincoln le atribuye un papel clave en la atracción de la inversión extranjera para entrar en la región a principios de siglo.
Sin embargo, estas plantas fueron duramente golpeadas después de esto, con las luchas internas tanto de la Revolución Bolchevique como de la Guerra Civil Rusa, hasta el punto de que la producción de mantequilla cayó a solo 6000 toneladas en 1922, cayendo por debajo de los niveles de 1894. Sin embargo, el renacimiento se produjo en 1927, cuando se alcanzó la marca de 37 000 toneladas y la mantequilla volvió a convertirse en una importante exportación rusa. Sin embargo, los días de gloria del gigante ruso de la mantequilla habían terminado.

## Revolución bolchevique
La agricultura siberiana experimentó un cambio tremendo como resultado de la Revolución Bolchevique. El golpe de Estado bolchevique comenzó en 1917 cuando Vladimir Lenin y sus seguidores depusieron al gobierno provisional ruso de Aleksándr Kérenski y establecieron un régimen comunista.
En el tiempo que condujo a la Revolución Bolchevique, hubo una cantidad sustancial de angustia entre los campesinos soviéticos, hasta el punto de que muchos analistas se han centrado en la economía rural rusa por la luz que tal investigación podría arrojar sobre las fuerzas políticas y económicas que condujeron a la Revolución de 1917. Es un poco ambicioso asumir que la Revolución de 1917 surgió completamente de los problemas de los campesinos agrarios, pero no es demasiado descabellado proponer que probablemente fue uno de los pocos factores clave que contribuyeron a la Revolución Bolchevique.
La crisis agraria de 1905 contribuyó sin duda alguna a la futura revolución de 1917. La crisis de 1905 se relacionó indiscutiblemente con los problemas agrarios de los campesinos de tres maneras. El primero fue que hubo una disminución en la cantidad de producción agrícola en comparación con la cantidad que había sido generalmente aceptada y producida en el pasado. La segunda fue que el nivel de vida de los campesinos comenzó a disminuir debido principalmente a una reducción en el consumo de granos, ya sea porque aumentaron los impuestos, se redujo la producción o debido a «la política del gobierno de forzar las exportaciones de granos». La tercera razón abarcaba las preocupaciones convencionales que uno tendría con respecto a una economía que depende mayormente de la agricultura, como la falta de fertilidad, la explotación de la tierra y la implementación de políticas gubernamentales poco útiles.
Las indicaciones específicas que llevaron a la crisis agraria fueron «el aumento de los precios de la tierra, el aumento de los atrasos en los pagos de redención de los campesinos, la hambruna de principios de la década de 1890, la disminución de la tenencia per cápita de la tierra de los campesinos y los informes sobre el empobrecimiento de los campesinos en las provincias con déficit de granos». De los síntomas previamente reportados que condujeron a la Crisis, es lógico deducir que la «Crisis Agraria de 1905» estuvo directamente relacionada con el malestar de los campesinos en relación con el malestar por la tierra.

## Deskulakización y colectivización
Entre los años 1929 y 1932, el Partido Comunista soviético de  Stalin organizó la deskulakización y la  colectivización. La deskulakización implicó el asesinato y la deportación de millones de campesinos y sus familias. La colectivización significó la «abolición efectiva de la propiedad privada en la tierra, y la concentración del campesinado restante en la agricultura ‘colectiva’ bajo control del Partido».
Aunque la colectivización se discute en relación con la agricultura, es evidente que la política del Partido Comunista estaba dirigida no solo a colectivizar la tierra, sino también a colectivizar a la gente. El proceso de pensamiento y razonamiento detrás de la colectivización de la agricultura fue que tener unas pocas «granjas mecanizadas de grano o de ganado» más grandes parecía ser mucho más funcional que tener varias granjas independientes. Por el contrario, en lo que respecta a las personas, «el objetivo principal de la colectivización era concentrar lo más posible a la población nativa» y eliminar el nomadismo.

## Campaña de Tierras Vírgenes
En la década de 1950, el aumento del nivel de vida llevó al Estado a aumentar la cantidad y la calidad de los alimentos para la población en general. Para alcanzar este objetivo, se creó la Campaña de las Tierras Vírgenes bajo la dirección de Nikita Jrushchov, que reservó diez millones de hectáreas de pastizales para su cultivo, principalmente en Siberia occidental y en la  estepa kazaja, y consiguió la ayuda de más de 640 000 jóvenes voluntarios solo en los tres primeros años, muchos de los cuales fueron reclutados con la ayuda de la Liga Comunista Juvenil, y recibieron muchos elogios por haber salido al campo para ayudar a promover la causa del comunismo. Khrushchev tenía metas altas, hablando de sobrepasar la producción de alimentos de Estados Unidos con la ayuda de esta iniciativa. De hecho, una de sus metas era convertir esta área en una versión rusa de los vastos campos de maíz de Iowa. Aunque este programa incrementó notablemente la producción de alimentos, la erosión del suelo se generalizó a mediados de la década de los 60, junto con la insatisfacción por comer productos no tradicionales a base de maíz y productos a base de maíz.

## Renacimiento agrícola de los años setenta y ochenta
Antes de las décadas de los años setenta y ochenta, el desarrollo y la expansión de la infraestructura agrícola del campo ruso tenía una prioridad menor frente a la industria. Las escuelas, hospitales, carreteras y otras estructuras que sirven a la comunidad siguen estando subdesarrolladas en comparación con la cantidad de esfuerzos y fondos invertidos para mantener los centros urbanos al día con el mundo occidental. Aunque las condiciones rurales mejoraron enormemente, la atención prestada a la mejora de los centros urbanos fue sin duda mucho mayor, pero a pesar de la existencia de la llamada brecha «urbano-rural» las áreas rurales (también llamadas áreas periurbanas) pudieron prosperar por encima de los «efectos de desbordamiento» de las áreas metropolitanas bien desarrolladas de las inmediaciones. Los habitantes de estas zonas periurbanas aprovecharon el desarrollo de las infraestructuras de estas ciudades para desarrollar un transporte fiable hacia y desde la ciudad, creando así un vínculo entre las zonas urbanas y rurales de Rusia. Como resultado, este vínculo entre la ciudad y el campo condujo a una relación en la que ambas partes se beneficiaron y la agricultura se expandió posteriormente.
El cambio demográfico rural hacia las áreas urbanas que asolaba la mayoría de los condados rurales no afectó tremendamente a las áreas periurbanas de Rusia. De hecho, estas zonas parecían experimentar un aumento de la población y, como mínimo, una estabilización del tamaño de la población. La oferta agrícola y de mano de obra reflejaba la actividad de crecimiento de la población en el sentido de que experimentaba una estabilización o un aumento de la productividad. La proliferación observada en las comunidades periurbanas durante este período no fue una tendencia universal. Durante los años setenta y ochenta, Occidente, por el contrario, se vio afectado por la «influencia perturbadora de la urbanización en la agricultura».
A mediados de los años ochenta, la producción agrícola sufría un rezago en la productividad que se correlacionaba directamente con la distancia de un centro urbano. La llamada «periferia rural» o la tierra que se encontraba fuera de un radio de dos horas de un centro urbano estaba siendo cultivada de manera ineficiente e ineficaz. La forma en que se cultivaba la tierra era tan poco prudente: una gran parte de la tierra se cultivaba al mismo tiempo, en contraste con el uso de una estructura como la de la rotación de cultivos, que utiliza técnicas modernas de irrigación y una variedad de cultivos. En otras palabras, lo que estaba ocurriendo puede simplificarse como «cuanto mayor sea la superficie cultivada, menor será la productividad», lo que finalmente condujo a una falta de fertilidad.
Los terratenientes comenzaron a abandonar sus tierras y no reportaron el tamaño real de sus propiedades a la Agencia Federal de Estadísticas[36] Como resultado, el Régimen soviético desconocía la magnitud de este problema y no lo abordó adecuadamente. Durante los años ochenta, se tomaron fotografías aéreas que mostraban que la cantidad de tierra reportada a las autoridades era solo la mitad de lo que realmente se estaba cultivando. Las estadísticas muestran que «las tierras agrícolas se contrajeron entre un 20 y un 46 por ciento entre 1959 y 1989», la mayor reducción que se produjo en la región del norte de Europa de Rusia; sin embargo, se estima que el porcentaje real de tierras agrícolas abandonadas fue casi el doble de lo que se registró. Esta falta de honestidad y comunicación provocó desconfianza y la incapacidad del régimen soviético para ayudar a resolver esta crisis agrícola.
La fertilidad del suelo y la posibilidad de acceder fácilmente a un centro metropolitano fueron considerados los dos factores más importantes que contribuyeron al éxito de una comunidad agrícola. Para medir el éxito de ciertas condiciones en las tierras utilizadas para la producción agrícola en Rusia, se utilizó un método particular. Se trataba de analizar «parcelas específicas representativas de la región en ausencia de riego y de cualquier otro método de cultivo sofisticado» y de tener en cuenta aspectos como «el tipo de suelo, la temperatura y la humedad»[37] De acuerdo con estos «llamados rendimientos del potencial bioclimático», se determinó que en Siberia, la «región del lejano oriente de Primorsk y la provincia de Amur» eran las más prósperas en términos de potencial agrícola.
En la década de 1990, con el inicio de las reformas de mercado, la producción agrícola se derrumbó y las áreas rurales agrícolas continuaron disminuyendo en productividad, aunque no fueron las únicas en esta falta de producción, ya que los centros urbanos comenzaron a sufrir en términos de manufactura, pero a un ritmo aun mayor. Esto no solo fue alarmante porque nunca se había revelado tal estadística, sino también porque el ámbito agrícola dependía tanto de la consistencia del ámbito urbano para su propia supervivencia que tal declive resultaría perjudicial para ambas esferas. La dramática pérdida de cosechas de 1998 que experimentó Siberia tampoco contribuyó a mejorar la situación. La agricultura subsidiaria, una forma de agricultura ejecutada por los habitantes de los pueblos pequeños en sus patios privados, comenzó a aumentar durante este período, lo que demuestra aún más una regresión en la producción rural. La institución de la agricultura subsidiaria representó un serio retroceso en términos de desarrollo moderno.
Una severa reducción en el número de cabezas de ganado fue también un importante indicador de las dificultades agrícolas que ocurrieron en ese momento. Aunque se reconoció que era más económico importar carne a Rusia que criar y alimentar ganado, como había hecho normalmente en décadas anteriores, el gran número de cabezas de ganado que habían desaparecido era demasiado significativo como para ignorarlo.

## Solución a la crisis agrícola de finales delsigloXX
Una solución a la sucesión de problemas que se habían acumulado durante décadas era triple: «contracción del espacio agrícola, reactivación demográfica e integración vertical de los productores de alimentos». Las tierras de cultivo rusas eran de gran valor para el país, pero por otra parte eran excesivamente gravosas. Solo un pequeño porcentaje de las granjas eran realmente rentables para el país, convirtiendo al resto de ellas en una carga abandonada y engorrosa. «Debido a que la agricultura comunal en las zonas periféricas no podía ser disuelta» debido al propósito subyacente de su establecimiento de actuar como un «vehículo para la supervivencia colectiva», muchas granjas en decadencia no podían ser abandonadas de acuerdo con las regulaciones gubernamentales. La persistencia en mantener a flote las granjas no rentables fue quizás una de las mayores desventajas para el desarrollo de la economía rusa. Este movimiento arrastró a la economía y también impidió que las granjas exitosas tuvieran la oportunidad de «reinvertir sus beneficios, debido a la redistribución de estos beneficios en beneficio de las granjas no rentables». La reactivación demográfica se presentó como un actor clave en el camino hacia el restablecimiento de la esfera agrícola rusa. Aunque el campo ruso nunca estará tan poblado como antes, se están haciendo grandes esfuerzos para que el tamaño de su población vuelva a ser el mismo. En 1992, las comunidades rurales disfrutaron de un movimiento de dos años en el que más personas se trasladaron de las áreas metropolitanas al campo que viceversa. El valor del aumento de la población en las zonas rurales está directamente relacionado con el mantenimiento de las tierras de cultivo: cuantas más personas vivan en el campo, más manos habrá para trabajar la tierra y mantener la abundancia de tierras de cultivo. Por lo tanto, un aumento de la población rural conduciría a una mejora de la agricultura siberiana. Dos componentes que se consideran cuando se discute sobre la población son «la migración y el crecimiento natural»; el primero es más importante inicialmente porque los adultos capaces son necesarios para motivar a una comunidad en desarrollo. Sin embargo, el segundo término cobra la misma importancia con el tiempo, cuando las personas que se trasladaron al campo comienzan a reproducirse y a establecerse permanentemente en los distritos rurales.
A Alexsandr Chaianov se le atribuye la hipótesis de que la teoría de la «cooperación agrícola en la que distingue entre formas verticales y horizontales de acuerdos de cooperación». La cooperación horizontal se describió como un modelo mucho más disfuncional en el que las pequeñas explotaciones agrícolas se identificaban como unidades que formaban vínculos entre sí. La cooperación vertical se describió como un modelo mucho más práctico, ya que implicaba vincular «las explotaciones agrícolas con los procesadores y minoristas de alimentos» en una tendencia jerárquica y factible.